# دانشگاه سان خوان د لا کروز
دانشگاه سان خوان د لا کروز (به لاتین: Universidad San Juan de la Cruz) یک دانشگاه در کاستاریکا است که در سان خوزه (کاستاریکا) واقع شده‌است.